# Coursan-en-Othe
Coursan-en-Othe település Franciaországban, Aube megyében. Lakosainak száma 103 fő (2022. január 1.). Coursan-en-Othe Montfey, Racines, Villeneuve-au-Chemin, Vosnon, Lasson és Sormery községekkel határos.

## Népesség
A település népességének változása:
| Lakosok száma | 104  | 99   | 103  | 99   | 101  | 104  | 105  | 104  | 102  | 103  |
|               | 1968 | 1982 | 1990 | 2006 | 2013 | 2015 | 2017 | 2019 | 2020 | 2022 |